# Estrasburg
Estrasburg (oficialment Strasbourg en francès, també coneguda com a Strossburi en alsacià i Straßburg en alemany) es una ciutat del nord-est de França que se situa al departament del Baix Rin. És la capital del departament, i també des de l'1 de gener de 2016, és la capital administrativa de la regió Gran Est. Estrasburg es troba dins de la regió històrica d'Alsàcia, de la qual va ser capital des del 1982 fins al 2016.
La ciutat és seu oficial de nombroses institucions europees i internacionals, com el Consell d'Europa de la qual depenen el Tribunal Europeu de Drets Humans i la agència europea del medicament Farmacopea Europea, el Parlament Europeu o encara el Defensor del Poble Europeu, seu del govern militar europeu (eurocorp), seu d'Eu-lisa europol o d'Eurimage agència europea per fomentar el cinema, de la comissió internacional de dret civil, la comissió central de navegació.
És per tot això que la ciutat porta el títol de «capital europea».
Amb 290 966 habitants el 2020, Estrasburg és la ciutat més poblada del Gran Est. L'àrea urbana compta amb 856 868 habitants l'any 2012 només al costat francès del Rin i 1 245 386 habitants més al costat alemany. Estrasburg representa un dels principals pols econòmics de França i es distingeix per un sector secundari molt diversificat i un sector terciari principalment dedicat a les activitats financeres, la recerca i el consell a les empreses.
Ciutat fronterera amb Alemanya, Estrasburg ha estat marcada per les diferents administracions franceses i alemanyes. La seva història, rica i agitada, va deixar un patrimoni arquitectural remarcable. El seu centre històric, situat a sobre de la Gran Illa, va ser declarat tot patrimoni de la humanitat l'any 1988, on cal destacar la catedral de Notre-Dame i el pintoresc barri de la Petita França. L'any 2017, el barri de la Neustadt, construït per les autoritats alemanyes (1880-1918), va ser inclòs dins del perímetre de protecció de la UNESCO.
Estrasburg és també considerada com el símbol de la reconciliació francoalemanya així com de la construcció europea. La ciutat s'ha anat especialitzant en les funcions polítiques, culturals i institucionals i, per tant, és una de les poques ciutats que és seu d'organitzacions internacionals sense ser la capital d'un Estat. Estrasburg és la segona una ciutat de congressos internacionals a França, després de París.
La presència de diverses institucions nacionals de renom, com el teatre nacional, la biblioteca nacional i universitària i l'Òpera nacional del Rin formen un centre cultural important.
Estrasburg és una ciutat d'estudiants. La seva universitat, les seves grandes écoles i el seu hospital universitari formen un pol universitari d'importància internacional, amb 20% d'estudiants estrangers i més de cent nacionalitats representades. La Universitat ha acollit 18 premis Nobel dins de les seves parets, ha estat guardonada nombroses vegades per l'Estat francès pel programa "Investissements d'avenir" i, cerca ser un centre d'excel·lència en l'ensenyament superior i la recerca a escala mundial.

## Geografia

### Localització

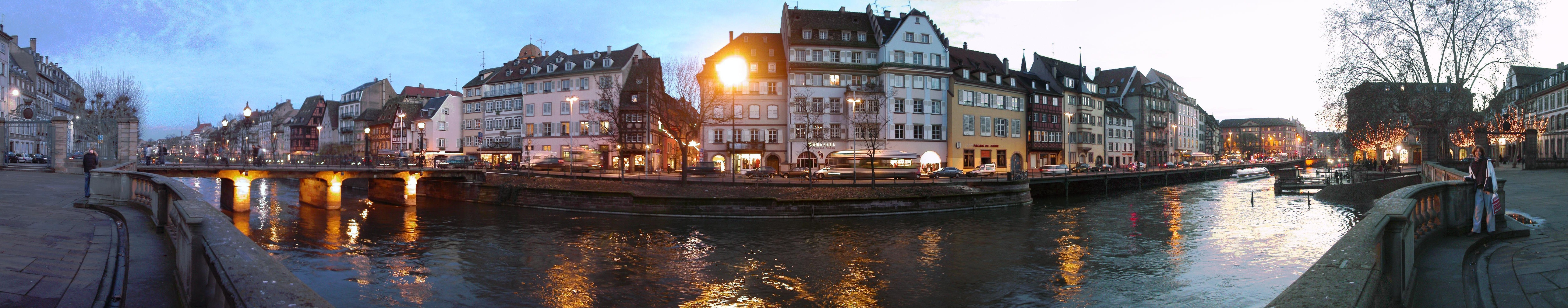
Molls del barri de la Krutenau, vists des del Palau Rohan (180°).

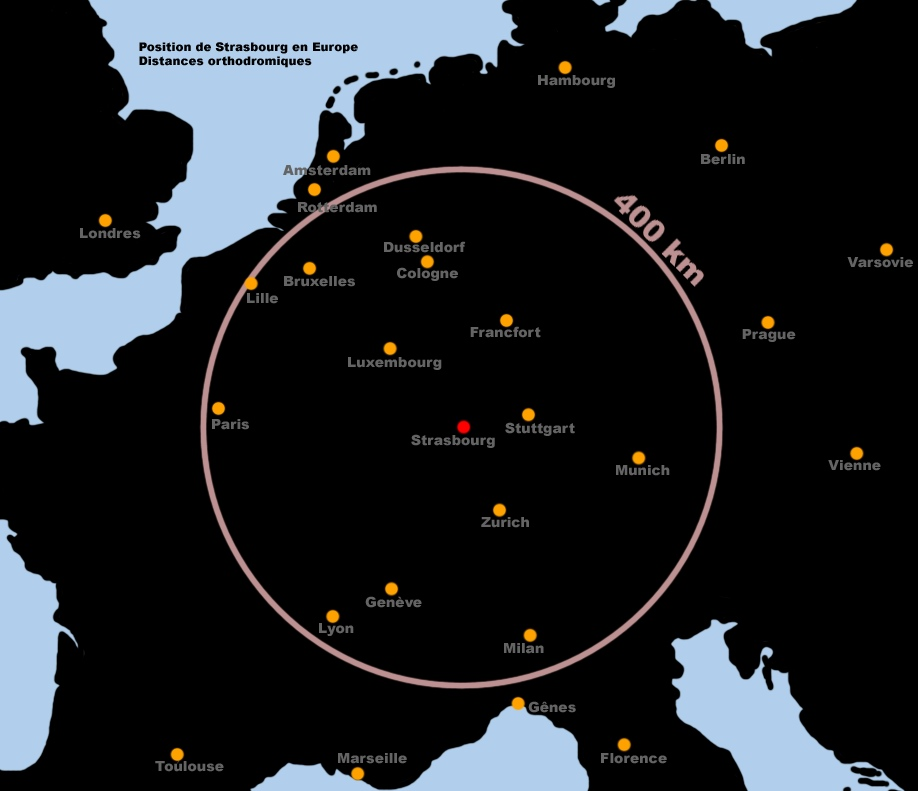
Localització d'Estrasburg amb relació a les grans ciutats del centre d'Europa.

Allunyada del centre del país, Estrasburg ocupa una posició central a Europa occidental i es troba a sobre de la planura d'Alsàcia. És una via important de pas nord-sud dins de la seva regió, el vall del Rin superior, un corredor natural que va des de Basilea a Magúncia.
La ciutat es troba a la frontera de l'Europa atlàntica i de l'Europa continental, i es comunica amb l'Europa mediterrània gràcies a les valls del Saona i del Roine i amb les grans planures de l'Europa del Nord a través de la conca del Ruhr. A vista d'ocell, Estrasburg es troba a la mateixa distància (aproximadament 750 kilòmetres) de la Bàltica i del litoral atlàntic, així com de la Mediterrània (aproximadament 500 kilòmetres), de la mar del Nord i de l'Adriàtica.
Estrasburg es troba a 105 kilòmetres de Stuttgart, 160 kilòmetres de Zúric, 192 kilòmetres de Luxemburg, 190 kilòmetres de Frankfurt del Main, 615 kilòmetres de Marsella, 876 kilòmetres de Tolosa de Llenguadoc, 406 kilòmetres de Brussel·les, 493 kilòmetres de Lió, 397 kilòmetres de París (a vista d'ocell). A més, la ciutat està situada a 40 kilòmetres a l'est de la serralada dels Vosges, aproximadament 30 kilòmetres a l'oest de la Selva Negra i 170 kilòmetres al nord del Jura.

#### Municipis limítrofs
| Oberhausbergen      | Bischheim Schiltigheim        | La Wantzenau   |
| Eckbolsheim         | Rosa dels vents               | Kehl, Alemanya |
| Lingolsheim Ostwald | Illkirch-Graffenstaden Eschau | Kehl, Alemanya |

### Transport
Estrasburg deu el seu nom a la seva posició estratègica "a l'encreuament de camins". Encara avui, la ciutat beneficia d'una situació geogràfica privilegiada que fa d'ella un encreuament europeu, a la intersecció d'alguns dels més importants eixos de comunicació del continent.

#### Transport públic
Estrasburg es va dotar d'una primera xarxa de tramvia l'any 1878. Al seu apogeu, l'any 1937, aquest comptava amb 83 kilòmetres de línies urbanes mentre que la xarxa suburbana es componia d'una centena de kilòmetres de línies al departament del Baix Rin. Després de la Segona Guerra Mundial, el tramvia va sofrir un període de decadència, provocant un tancament progressiu de línies que va finalitzar l'any 1960.
La xarxa actual de tramvia, gestionada per la Companyia dels Transports d'Estrasburg (Compagnie des transports strasbourgeois, abreujat CTS), és la segona més extensa de França (darrere de la de Lió), amb prop de 80 estacions i 71,8 kilòmetres de línies. La distribució de la xarxa permet a diverses línies utilitzar el mateix tram de via. La capacitat de transport és de 442.000 viatges al dia.
La primera línia del tramvia modern es va inaugurar el 25 de novembre de 1994. Des d'aleshores, la xarxa no ha deixat de desenvolupar-se i actualment compta amb sis línies en servei: A, B, C, D, E i F. L'última ampliació es va inaugurar el 23 de novembre de 2018, donant servei a dues noves estacions a la ciutat alemanya de Kehl (Hochschule/Läger i Kehl Rathaus), després de l'ampliació que ja s'havia fet fins a l'estació de tren (Kehl Bahnhof) l'any 2017.
Dues noves ampliacions estan previstes per a les línies E i F. La primera arribarà fins al cor del barri de la Robertsau al segon semestre de 2019; la segona cap el barri de Koenigshoffen que es preveu pel 2020.
L'any 2013, es va crear, una línia d'autobús exprés (BRT) unint l'Estació central al barri de l'Espai Europeu de l'empresa a Schiltigheim. Aquesta línia es considera com a complementària de la xarxa de tramvia i es per això que porta la lletra G.
La xarxa d'autobusos també és gestionada per la CTS, i dona servei al conjunt de l'àrea metropolitana d'Estrasburg. Amb els seus 320 kilòmetres de línies, es tracta d'una xarxa densa sobre tot el territori de l'Eurometròpoli d'Estrasburg. Reorganitzada amb l'arribada del tramvia, i al voltant d'aquest, la xarxa té 36 línies urbanes i 8 interurbanes. Les línies d'autobusos porten números per a diferenciar-les dels tramvies i de la línia d'autobús exprés.
El conjunt de la xarxa de la CTS (tramvia, autobusos i autobús exprés) transporta anualment 119,7 milions de passatgers.
La ciutat posseeix també dues estacions d'autobusos: place des Halles per als autobusos de la xarxa departamental (Réseau 67) i la place de l'Étoile per als autobusos de llarg recorregut i turístics.

## Clima[15]
| Dades climàtiques a Strasbourg 1971/2000 des de 1879 rec | Dades climàtiques a Strasbourg 1971/2000 des de 1879 rec | Dades climàtiques a Strasbourg 1971/2000 des de 1879 rec | Dades climàtiques a Strasbourg 1971/2000 des de 1879 rec | Dades climàtiques a Strasbourg 1971/2000 des de 1879 rec | Dades climàtiques a Strasbourg 1971/2000 des de 1879 rec | Dades climàtiques a Strasbourg 1971/2000 des de 1879 rec | Dades climàtiques a Strasbourg 1971/2000 des de 1879 rec | Dades climàtiques a Strasbourg 1971/2000 des de 1879 rec | Dades climàtiques a Strasbourg 1971/2000 des de 1879 rec | Dades climàtiques a Strasbourg 1971/2000 des de 1879 rec | Dades climàtiques a Strasbourg 1971/2000 des de 1879 rec | Dades climàtiques a Strasbourg 1971/2000 des de 1879 rec | Dades climàtiques a Strasbourg 1971/2000 des de 1879 rec |
| Mes                                                      | gen                                                      | febr                                                     | març                                                     | abr                                                      | maig                                                     | juny                                                     | jul                                                      | ag                                                       | set                                                      | oct                                                      | nov                                                      | des                                                      | anual                                                    |
| -------------------------------------------------------- | -------------------------------------------------------- | -------------------------------------------------------- | -------------------------------------------------------- | -------------------------------------------------------- | -------------------------------------------------------- | -------------------------------------------------------- | -------------------------------------------------------- | -------------------------------------------------------- | -------------------------------------------------------- | -------------------------------------------------------- | -------------------------------------------------------- | -------------------------------------------------------- | -------------------------------------------------------- |
| Màxima rècord °C (°F)                                    | 17.5 (63.5)                                              | 21.1 (70)                                                | 26.3 (79.3)                                              | 30 (86)                                                  | 34.6 (94.3)                                              | 38.8 (101.8)                                             | 38.9 (102)                                               | 38.7 (101.7)                                             | 33.4 (92.1)                                              | 29.1 (84.4)                                              | 22.1 (71.8)                                              | 18.3 (64.9)                                              | 38.9 (102)                                               |
| Màxima mitjana °C (°F)                                   | 4.2 (39.6)                                               | 6.2 (43.2)                                               | 11.1 (52)                                                | 14.9 (58.8)                                              | 19.6 (67.3)                                              | 22.4 (72.3)                                              | 25.1 (77.2)                                              | 25 (77)                                                  | 20.7 (69.3)                                              | 14.6 (58.3)                                              | 8.3 (46.9)                                               | 5.3 (41.5)                                               | 14.8 (58.6)                                              |
| Mitjana diària °C (°F)                                   | 1.6 (34.9)                                               | 2.8 (37)                                                 | 6.7 (44.1)                                               | 9.8 (49.6)                                               | 14.3 (57.7)                                              | 17.3 (63.1)                                              | 19.6 (67.3)                                              | 19.3 (66.7)                                              | 15.6 (60.1)                                              | 10.6 (51.1)                                              | 5.3 (41.5)                                               | 2.8 (37)                                                 | 10.5 (50.9)                                              |
| Mínima mitjana °C (°F)                                   | −1 (30)                                                  | −0.7 (30.7)                                              | 2.2 (36)                                                 | 4.6 (40.3)                                               | 9 (48)                                                   | 12.1 (53.8)                                              | 13.9 (57)                                                | 13.6 (56.5)                                              | 10.3 (50.5)                                              | 6.6 (43.9)                                               | 2.3 (36.1)                                               | 0.3 (32.5)                                               | 6.1 (43)                                                 |
| Mínima rècord °C (°F)                                    | −23.6 (−10.5)                                            | −23.4 (−10.1)                                            | −16.7 (1.9)                                              | −5.6 (21.9)                                              | −3.9 (25)                                                | 1 (34)                                                   | 4.9 (40.8)                                               | 3.2 (37.8)                                               | −1.3 (29.7)                                              | −7.6 (18.3)                                              | −11.2 (11.8)                                             | −26.3 (−15.3)                                            | −26.3 (−15.3)                                            |
| Precipitació mitjana mm (polzades)                       | 30 (1.18)                                                | 35 (1.38)                                                | 36.1 (1.421)                                             | 42.5 (1.673)                                             | 78.2 (3.079)                                             | 76.9 (3.028)                                             | 66.2 (2.606)                                             | 57.9 (2.28)                                              | 62.1 (2.445)                                             | 52.5 (2.067)                                             | 49.8 (1.961)                                             | 44.6 (1.756)                                             | 631.7 (24.87)                                            |
| Mitjana mensual d'hores de sol                           | 46.4                                                     | 79.8                                                     | 124.4                                                    | 165.9                                                    | 202                                                      | 204.6                                                    | 233.7                                                    | 222.5                                                    | 163.8                                                    | 94.7                                                     | 59.2                                                     | 41.8                                                     | 1.638,7                                                  |
|                                                          |                                                          |                                                          |                                                          |                                                          |                                                          |                                                          |                                                          |                                                          |                                                          |                                                          |                                                          |                                                          |                                                          |

## Paisatge urbà

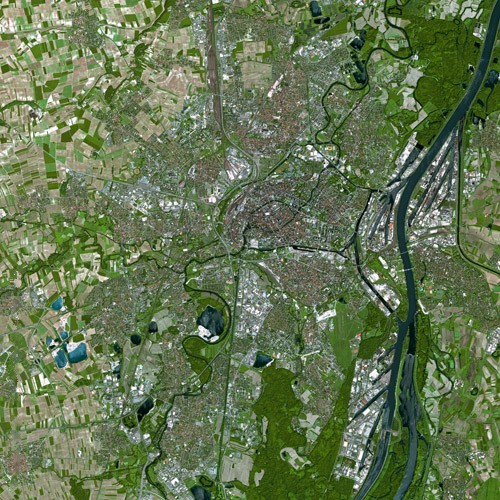
Estrasburg vista pel satèl·lit.

El centre històric d'Estrasburg, ocupant la Gran Illa, es caracteritza pels carrers estrets típicament medievals, sobretot al voltant de la catedral Notre-Dame i al barri de la Petita França. Al nord, el vast barri alemany construït entre els anys 1880 i 1914 s'estén des de l'estació central fins a la frontera alemanya. L'espai es distribueix en grans avingudes rectilínies que desemboquen en zones menys denses com el barri dels XV de la qual les primeres construccions daten d'inicis del segle xx. El sud-est està ocupat pel barri de la Krutenau, un dels més antics de la ciutat. Una mica més a l'est es troba el barri de l'Esplanade. Construït en la dècada del 1960 per a enfrontar el creixement demogràfic, aquest barri es compon essencialment de grans edificis (més de deu pisos) fent d'aquest barri el més densament poblat de la ciutat. A aquest barri es troba també el campus central de la Universitat d'Estrasburg.
Els barris centrals estan rodejats per un «cinturó verd». Es tracta de l'antiga zona non ædificandi (lloc que no pot rebre edificis) que formava part de les defenses de la ciutat. Les construccions hi són limitades a 20 % de la superfície construïda al terra (les carreteres, autovies i ferrocarrils no es consideren com a construccions).
A l'oest i al nord, els barris de Cronenbourg, Koenigshoffen i la Robersau van conservar el seu aspecte original de raval.
Al sud, predominen els habitatges de mitjana densitat, com al barri de Neudorf. Les construccions més recents es troben repartides a l'àrea urbana, però també a la ciutat, sobretot als barris sud i sud-est Danube, Rives de l'Étoile et Porte de France. Als barris oest i sud-oest, trobem la majoria d'habitatges tutelats construïts els anys 1960 i 1970: "ciutat nuclear" a Cronenbourg, Hautepierre, Koenigshoffen, Montagne Verte, Elsau i Neuhof.
La ciutat posseeix dos polígons industrials: la plaine des Bouchers (Plana dels Carnissers) al sud-oest i el Port del Rin a tota la franja est.
Amb l'objectiu de millorar l'accés al Port del Rin i al pont d'Europa, es va transformar la carretera del Rin (RN4) en avinguda. Ha de servir per a descongestionar el trànsit de camions en aquest eix principal i contribuir a la creació d'una nova centralitat transfronterera. L'objecte principal era embellir l'entrada a França des d'Alemanya al voltant de la simbologia de la frontera i d'incrementar la mobilitat est-oest.

### Barris d'Estrasburg

Els 15 barris funcionals d'Estrasburg.

Estrasburg es compon de 15 barris "funcionals". Aquests 15 barris es van crear l'any 2013 després que la ciutat decidís perfilar la divisió dels barris, formant agrupaments de diversos barris reals. Abans de la reforma, Estrasburg estava formada per 10 barris, que calcaven els contorns dels cantons.
1. Bourse - Esplanade - Krutenau;
2. Centre-ville. Va ser creat l'any 2013 després del nou retall administratiu dels barris del municipi.[17] Comprèn sobretot el conjunt de la Gran Illa, el Finkwiller, l'Hospital civil i el sector de la plaça de la República. L'ajuntament de barri es troba a la plaça Broglie.[18]
3. Gare - Tribunal;
4. Orangerie - Conseil des XV;
5. Cronenbourg;
6. Hautepierre - Poteries;
7. Koenigshoffen;
8. Montagne Verte;
9. Elsau;
10. Meinau;
11. Neudorf - Musau;
12. Port du Rhin;
13. Neuhof 1;
14. Neuhof 2 comprenent la ciutat-jardí del Stockfeld i la Ganzau;
15. Robertsau - Wacken (on es troben les Institucions europees).

## Política

Hôtel de Hanau, seu de l'Ajuntament d'Estrasburg des de l'any 1806.

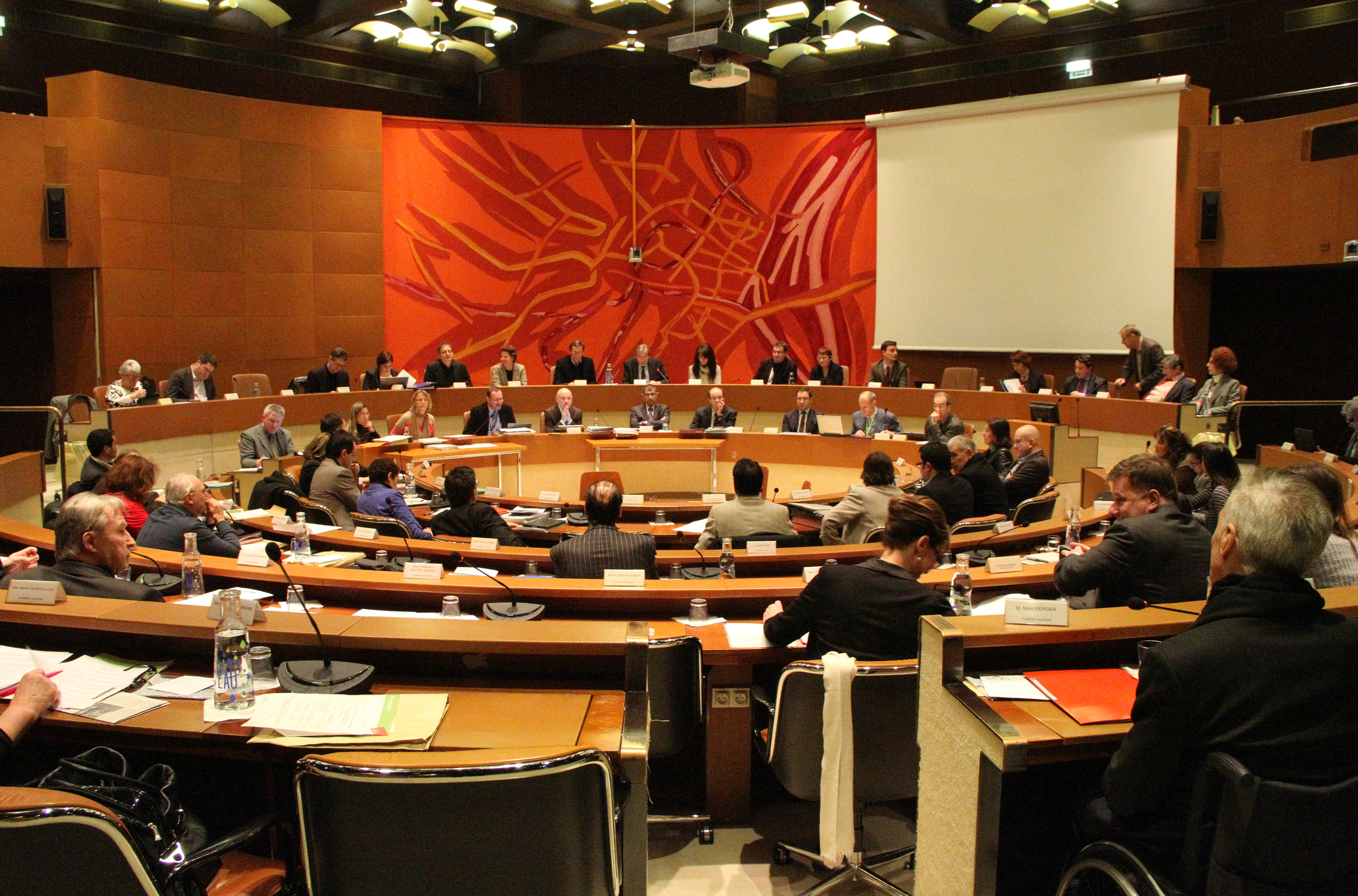
Reunió del consell municipal d'Estrasburg el 21 de gener de 2013.

Estrasburg és la capital del departament del Baix Rin i de la regió Gran Est (abans regió Alsàcia). És també la seu de l'acadèmia d'Estrasburg (circumscripció del Ministeri d'Educació Nacional) i de l'arquebisbat d'Estraburg.
L'any 2011, la ciutat d'Estrasburg va ser recompensada amb l'etiqueta «Ciutat Internet @@@».

### Administració
El consell municipal d'Estrasburg compta amb 43 consellers i 21 tinents d'alcalde (adjoints en francès), endemés de l'alcalde. Després de les eleccions municipals de 2008, Roland Ries (PS) esdevé alcalde d'Estrasburg succeint a Fabienne Keller (UMP). Roland Ries ja havia estat alcalde entre 1997 i 2000 arran del nomenament de l'alcaldessa Catherine Trautmann (PS) com a ministra del govern de Lionel Jospin.
Històricament, Estrasburg no té un arrelament polític particular dins d'una regió que malgrat tot tendeix a votar la dreta. Abans de la Segona Guerra Mundial, la ciutadania era d'esquerres, i fins i tot d'extrema esquerra amb l'elecció del sindicalista Charles Hueber en 1929. L'any 1935, la dreta s'apodera de la ciutat amb Charles Frey, reelegit a la fi del conflicte en 1945. Després del llarg mandat de Pierre Pfimlin (1959-1983), les forces polítiques es van reequilibrar.
Durant les eleccions presidencials franceses de 2007, el candidat Nicolas Sarkozy ha obtingut 51,08 % dels vots contra 48,92 % per a la candidata socialista Ségolène Royal. Unes setmanes més tard, durant les eleccions legislatives, l'únic diputat socialista de tota Alsàcia va ser escollit amb més del 56 % dels vots al Cantó d'Estrasburg-1 (centre ciutat).
François Hollande va arribar en primera posició a la primera i a la segona volta de les eleccions de 2012, amb un 54,7 % a la segona volta. Durant les eleccions legislatives del mateix any, a la primera circumscripció del Baix Rin (cantons I, II, IV i IX), enterament localitzada a la ciutat d'Estrasburg, va guanyar l'escrutini Armand Jung (PS). A la segona circumscripció (cantons III, VII, VIII, X i el municipi d'Illkirch-Graffenstaden) va guanyar Philippe Bies (PS). Per contra, el candidat (conservador) André Schneider va guanyar a la tercera circumscripció (cantons V, VI i municipis al nord d'Estrasburg)
L'Eurometròpoli d'Estrasburg (antiga Comunitat Urbana d'Estrasburg) està presidida per Robert Herrmann des de l'11 d'abril de 2014, succeint a Jacques Bigot (PS), alcalde d'Illkirch-Graffenstaden.
| Període     | Alcalde                 | Partit polític                  | Professió/Qualitat                         |
| ----------- | ----------------------- | ------------------------------- | ------------------------------------------ |
| Des de 2008 | Roland Ries             | PS i DVG                        | Docent, consultor en transports públics    |
| 2001 - 2008 | Fabienne Keller         | UDF (2001-2002) UMP (2002-2008) | Funcionaria                                |
| 2000 - 2001 | Catherine Trautmann     | PS                              | Teòloga                                    |
| 1997 - 2000 | Roland Ries             | PS                              | Docent, consultor en transports públics    |
| 1989 - 1997 | Catherine Trautmann     | PS                              | Especialista de llengua i literatura copta |
| 1983 - 1989 | Marcel Rudloff          | UDF-CDS                         | Advocat                                    |
| 1959 - 1983 | Pierre Pflimlin         | MRP/CD/UDF-CDS                  | Advocat                                    |
| 1955 - 1959 | Charles Émile Altorffer | RPF                             | Pastor protestant                          |
| 1945 - 1955 | Charles Frey            | RPF                             | Periodista                                 |

### Cantons d'Estrasburg

Límits dels municipis de l'Eurometròpoli d'Estrasburg.

Estrasburg es divideix en sis cantons:
- el 1r cantó (Gran Illa, Finkwiller, Krutenau, Bourse, Heyritz i una part del barri de Neudorf) té 48.009 habitants;
- el 2n cantó (Gare, Montagne Verte, Elsau, Koenigshoffen i una part del barri de Les Halles) té 42.347 habitants;
- el 3r cantó (Cronenbourg, Hautepierre i Poteries) té 46.654 habitants;
- el 4t cantó (Robertsau, cité de l'Ill, Wacken, Contades, Tribunal i una part del barri de Les Halles) té 43.649 habitants;
- el 5è cantó (Université, Orangerie, Conseil des Quinze, Esplanade i una part del Port del Rin) té 40.220 habitants;
- el 6è cantó (Meinau, Plaine des Bouchers, Neuhof i una part del barri de Neudorf i del Port del Rin) té 55.291 habitants.

## Residents famosos
- Johann Gutenberg (1400-1468), inventor
- Erasme de Rotterdam (1467-1536), humanista
- Martin Bucer (1491-1551), promotor de la Reforma
- Joan Calví (1509-1564), promotor de la Reforma
- Johann Wolfgang von Goethe (1749-1832), escriptor
- Wolfgang Amadeus Mozart (1756-1791), compositor
- Claude Joseph Rouget de Lisle (1760-1836), compositor de la Marsellesa
- Georg Büchner (1813-1837), escriptor
- Louis Pasteur (1830-1895), científic

## Fills il·lustres
- Gustav Vogt (1781-1870), oboista i compositor
- Johann G Kastner (1810-1867), compositor
- Émile Waldteufel (1837-1915), compositor
- Charles Turban (1845-1905), músic clarinetista
- Charles-F Dumonchau (1775-1820), compositor i pianista
- Bernhard Schmid (1535-1592), organista i musicòleg
- Christian Kramp (1760-1826), matemàtic i metge
- Hans Bethe (1906-2005), físic, Premi Nobel de Física de l'any 1967
- Rudi Goguel (1908-1976), militant comunista, compositor de la marxa «Die Moorsoldaten»
- August Scharrer (1866-1936), director d'orquestra i compositor musical
- François Schwab (1829-1882), crític musical i compositor.

## Educació
- Universitat d'Estrasburg
- École nationale supérieure d'informatique pour l'industrie et l'entreprise
- École pour l'informatique et les nouvelles technologies
- EM Strasbourg Business School
- ISEG Marketing & Communication School

### Història
- Centre national d'archéologie urbaine, Strasbourg, Association pour les fouilles archéologiques nationales, Pariz, 1992, 285 p.;
- Collectif, Strasbourg: fouilles archéologiques de la ligne B du tram, Muzeji Strasbourga, Strasbourg, 2000, 74 p.;
- Christian Lamboley, 40-45, Strasbourg bombardé, Contades, Strasbourg, 1988, 158 p.;
- Bastien Gissinger, Recherches sur le site fortifié de Strasbourg durant l'Antiquité tardive: le castrum d'Argentoratum, J. et E. Hedges, Oxford, 2002, 204 p.;
- Paul Greissler, La Classe politique dirigeante à Strasbourg (1650—1750), le Quai, Strasbourg, 1987, 302 p.;
- Jean-Marie Mantz (dir.), Histoire de la médecine à Strasbourg, Strasbourg, 1998, 799 p.;
- Jean Rahn, Martin Grunenwald, 50 ans d'histoire au Centre régional d'éducation populaire et de sport d'Alsace, Le Verger, Illkirch-Graffenstaden, 1996, 235 p.;
- Jean-Louis Schlienger, André Braun, Le Mangeur alsacien: histoire de l'alimentation en Alsace de la Renaissance à l'annexion, la Nuée bleue, coll. « Elzaška knjižnica », Strasbourg, 1990, 254 p.;
- Eugène Seinguerlet, Povijest Strasbourga, Dinali, Strasbourg, 1988, 78 p.

### Economia
- Guy Trendel, "Au pays de la Couronne d'Or: balades dans le vignoble de Strasbourg", Corpur, Estrasburg, 1998, 240 p.;

### Arquitectura
- Suzanne Braun, Crkve Strasbourga, Oberlin, Strasbourg, 2002, 217 p.;
- Lucie Maechel, Strasbourg, insolite et secret: deux mille ans de métamorphoses, J.-P. Gisserot, Paris, 1999, 126 p.;
- Étienne Martin (dir.), Le Palais Rohan, Musée des arts décoratifs, Muzeji Strasbourga, Strasbourg, 1998, 68 p.;

### Urbanisme
- Agència d'urbanisme i aglomeració d'Estrasburg, "Le Projet urbain dans l'histoire de Strasbourg: 1981", Agència d'urbanisme i aglomeració d'Estrasburg, Estrasburg, 1981, 31 p.;* Dominique Badariotti, Richard Kleinschmager, Léon Strauss, Géopolitique de Strasbourg: permanences, mutations et singularités de 1871 à nos jours, la Nuée bleue, coll. « la Bibliothèque alsacienne », Strasbourg, 1995, 260 p.;
- Jean-Jacques Blaesius, Pascale Gérard, Le tram de Strasbourg: un chantier et des hommes, la Nuée bleue, Strasbourg, 1994, 143 p.;
- Collectif, Strasbourg: panorama monumental et architectural des origines à 1914, Contades, coll. « Le Temps des cités », Strasbourg, 1984, 499 p.;
- Collectif, Strasbourg, urbanisme et architecture: des origines à nos jours, Oberlin, Strasbourg, & G. Klopp, Thionville, 1996, 297 p.;
- Collectif, Strasbourg: chroniques d'urbanisme, L'Aube, La Tour d'Aigues, 1994, 261 p.;
- Collectif, Atlas de la région de Strasbourg: réalités d'aujourd'hui, idées pour demain, la Nuée bleue, Strasbourg, 1996, 262 p.;
- Collectif, Strasbourg-Kehl am Rhein (1900—2000), Gallimard, coll. « Guides Gallimard », Pariz, 1998, 93 p.;
- Jean-Pierre Klein, Strasbourg: urbanisme et architectures des origines à 1870, Muzej Strabourga, Strasbourg, 1996. prvo izdanje. 1986), 297 p.;
- Richard Kleinschmager, Strasbourg: une ambition européenne, Anthropos, coll. « Villes », Pariz, 1997, 216 p.;
- Maurice Moszberger, Théodore Rieger, Léon Daul, Dictionnaire historique des rues de Strasbourg, le Verger, Illkirch-Graffenstaden, 2002, 430 p.;